# Happy jävla Pride
Happy jävla Pride är en svensk drama- och komediserie som hade premiär på TV4 och TV4 Play i juli 2024.

## Handling
Serien kretsar kring Dilan som kommer från en svensk småstad och åker till Stockholm för att uppleva sin första Pridevecka. Under veckan bor han hos sin kusin Ari. När Aris bästa vän Ninas förhållande med hennes flickvän tar slut och Nina blir bostadslös, flyttar hon in hos kusinerna.

## Rollista (i urval)
- Oscar Wallgren – Dilan
- Carlos Romero Cruz- Ari
- Sofia Kappel – Nina
- Malte Legros Selander – Christoph
- Johan L Heinstedt – Jonas
- Roshana Hoss – Sascha
- Magnus Skogsberg – Fredrik
- Dilan Amin – Milad
- Elina Sandberg – Ziggy
- Josef Sulaiman – Sami